# Jordi Sebastià i Talavera
Jordi Sebastià i Talavera (Burjassot, l'Horta Nord, 1966) és un escriptor, periodista i professor universitari valencià.
Entre 2011 i 2014 va ser alcalde de Burjassot per Compromís. En les eleccions al Parlament Europeu de juny de 2014 va ser triat eurodiputat dins la coalició Primavera Europea, encapçalada per Compromís, sent el primer representant europeu d'aquesta formació.

## Activitat política
Va ser elegit regidor al seu poble, Burjassot, el 1999 pel Bloc Nacionalista Valencià. Des del 2003 va ser portaveu del BLOC a l'Ajuntament de Burjassot, i va ser elegit de nou en les eleccions municipals de 2007. Arran dels resultats de les eleccions municipals de 2011, que donaven una majoria d'esquerres al municipi, va ser investit alcalde l'11 de juny de 2011 amb el suport del PSPV-PSOE i EU.
El febrer de 2013 el jutjat d'instrucció de Paterna va ordenar la imputació de 9 persones per injúries i amenaces a Jordi Sebastià en la xarxa social Facebook. A més d'insults i amenaces, hi apareixia informació sobre els moviments de l'alcalde pel poble, fotografies del cotxe familiar o d'ell mateix. Entre els detinguts hi havia militants del Partit Popular i del desaparegut partit d'ultradreta Coalición Valenciana.
El 21 de març de 2014 va ser elegit candidat de Compromís a les Eleccions al Parlament Europeu de 2014 en primàries obertes, imposant-se amb el 48,6% dels vots front als altres quatre candidats. A les eleccions va ser triat eurodiputat amb la coalició Primavera Europea, encapçalada per Compromís, esdevenint així el primer eurodiputat d'aquesta formació.

## Activitat professional
Llicenciat en Filologia, des del 2004 és professor de periodisme a la Universitat de València. Ha escrit diversos llibres de temàtica diversa i ha col·laborat en la revista El Temps. Actualment també treballa com a periodista independent i escriptor.

## Obra literària
Com a escriptor ha publicat la novel·la Un assumpte de perifèria (1999), que gira al voltant del periodisme, i el llibre de relats Atzucacs (2009). En el camp de l'assaig, va publicar El parany cosmopolita. Una mirada a les arrels ideològiques de la globalització (2004), on parla del procés de globalització i explica que el cosmopolitisme és un concepte exclusiu d'Occident que en l'actualitat s'està utilitzant “com una coartada per a la uniformitat planetària que Occident ha posat en marxa i que en aquests moments rep el nom de globalització”. Aquesta publicació va crear una certa polèmica, al rebre crítiques molt elogioses i d'altres negatives que el titllaren d'antioccidental.
És també autor dels llibres periodístics La conquesta del vent (2004), La bellesa industrial (2007) i La dignitat i l'aixada (2010). Com a periodista s'ha especialitzat en reportatges socials, enviats des de més de 25 països diferents, i ha guanyat els premis Laia González, amb Morir al carrer, un reportatge sobre els meninos da rua del Brasil i el Ramon Barnils, amb el reportatge El president, la fallera, l'horta i la carretera, on denunciava el tràfic d'influències i la seua relació amb l'urbanisme valencià, en concret sobre l'horta de Burjassot. En 2013 va escriure per a l'ONG Fundació Fontilles el llibre-reportatge Llàgrimes de cotó, de pols i de silenci, al voltant de les dones amb lepra a l'Índia.
L'any 2008 va guanyar el premi de narrativa breu Josep Pasqual Tirado, lliurat per la Diputació de Castelló, amb l'obra Atzucacs. El 2022 va guanyar el Premi Joanot Martorell de narrativa per la novel·la Un afer europeu.

## Galeria
- Entrevista a Jordi Sebastià realitzada per treballadors de RTVV durant la seua etapa com a alcalde de Burjassot.
- Primera intervenció de Sebastià al Parlament Europeu, sobre la destrucció de proves al Cas Panzer.